# Lietuvos vietinė rinktinė
Lietuvos vietinė rinktinė (z lit. Litewski Korpus Lokalny) – kolaborancka litewska formacja zbrojna działająca podczas II wojny światowej na terytorium okupowanej Litwy.

## Geneza
W ciągu 1943 r. na obszarze wschodniej Wileńszczyzny pojawiły się silne oddziały sowieckiej partyzantki, natomiast na froncie wschodnim Niemcom wiodło się coraz gorzej. Obie strony zaczęły siebie potrzebować. Litwini uświadomili sobie, że Sowieci mogą wrócić, a Niemcy, że potrzebują każdej pary rąk do walki z nimi. W rezultacie w listopadzie 1943 r. doszło do spotkania kilkudziesięciu niepodległościowych działaczy litewskich, podczas której uzgodniono, że Litwini nie zaakceptują planów niemieckich utworzenia litewskich oddziałów Waffen-SS, ale poprą utworzenie narodowych sił zbrojnych, dowodzonych przez swoich oficerów i walczących pod litewskimi sztandarami. Ostatecznie uzgodniono, że zostaną one nazwane Litewskim Korpusem Lokalnym – Lietuvos vietinė rinktinė (LVR).

## Utworzenie i organizacja Korpusu
Powstał on formalnie 13 lutego 1944 r. na mocy porozumienia między gen. Povilasem Plechavičiusem, b. szefem sztabu armii litewskiej, a dowódcą SS i policji na Litwę gen. mjr. Harmem oraz SS-Obergruppenführerem Friedrichem Jeckelnem, który patronował wcześniejszym próbom sformowania litewskiego legionu Waffen-SS. Poparła to litewska administracja samorządowa, a także podziemie niepodległościowe. Korpusem mieli dowodzić wyłącznie litewscy oficerowie, Niemcom nie wolno było wtrącać się w jej wewnętrzne sprawy. Żołnierze LVR zostali nawet wyłączeni spod jurysdykcji niemieckiego sądownictwa wojskowego. Oddziały Korpusu miały używać wyłącznie symboliki litewskiej: flagi i herbu Pogoni i mogły być wykorzystywane tylko do obrony terytorium Litwy. Nie weszły one w skład Wehrmachtu ani Waffen-SS, lecz stanowiły samodzielną siłę zbrojną. Według zamysłu Niemców miały one być używane z „do walki z bandytyzmem”, czyli do walki z sowiecką partyzantką i polskimi oddziałami Armii Krajowej na Wileńszczyźnie. Jednakże dowództwo LVR deklarowało, że podstawowym celem formacji będzie walka o odrodzenie niezależnego państwa litewskiego. Niemcy jednostki te nazywali Litauische Sonderverbände (Litewskie Oddziały Specjalne do Zwalczania Partyzantki). W dniu 16 lutego 1944 r. gen. P. Plechavičius zaapelował przez radio o wstępowanie w szeregi LVR. W rezultacie zgłosiło się kilkanaście tysięcy młodych Litwinów, z których większość musiała zostać odesłana z powrotem do domu. Utworzono 13 batalionów po 750 żołnierzy i batalion składający się z 1,5 tys. żołnierzy (częściowo o numeracji od 301 do 308) liczących ogółem ponad 11 tys. ludzi. Dowódcą był gen. P. Plechavičius, a szefem sztabu płk Oskaras Urbonas.

## Działalność Korpusu
W dniu 1 kwietnia 1944 r. oddziały Korpusu weszły do Wilna. Wobec traktowania przez Polaków tych terenów za integralną część państwa polskiego, wkrótce doszło do walk z polskimi formacjami AK. Gen. P. Plechavičius wysłał na Wileńszczyznę siedem batalionów (301 – 306 i 308). Eskalacja nastąpiła na pocz. maja 1944 r. W dniu 4 maja duży oddział LVR wszedł do wsi Pawłowo, gdzie zamordował kilku cywilów. Został tam następnie zaatakowany przez AK-owców pod komendą „Mocarnego”. Litwini wycofali się, Polacy zaś rozstrzelali na miejscu jeńców, w tym dowodzącego oddziałem kapitana. Następnego dnia w rejonie Graużyszek doszło do bitwy między 8 i 12 brygadami AK a LVR. W jej efekcie 308 batalion litewski został rozproszony. Zginęło 37 Litwinów, a dalszych 10 podczas odwrotu, kilkudziesięciu odniosło rany. W dniu 8 maja na tyły grupy polskich partyzantów na Koniawę, uderzył oddział Korpusu.  Bój trwał cały dzień bez rozstrzygnięcia. Największa bitwa rozegrała się jednak w nocy z 13 na 14 maja w Murowanej Oszmiance i okolicach. Wzięły w niej udział 3, 8, 9, 12 i 13 brygady AK. W ciężkich walkach Litwini zostali rozbici. Zginęło 51 żołnierzy litewskich, a 170 dostało się do niewoli. Kolejnych 115 trafiło w ręce AK w Tołminowie. Jeńcy zostali rozebrani do bielizny i w trzech kolumnach skierowani do Jaszun, Wilna i Oszmiany. W swoich raportach dowództwo AK chwaliło się, że rozbiło wszystkie siedem batalionów LVR. Było w tym nieco przesady, ale faktem jest, że LVR poniósł klęskę, a na terenie pow. oszmiańskiego i wileńsko-trockiego Armia Krajowa przejęła kontrolę nad obszarami wiejskimi i leśnymi.

## Likwidacja Korpusu przez Niemców
Niemcy początkowo zachowywali przyzwalające milczenie wobec istnienia Korpusu, szybko jednak zaczęli torpedować porozumienie, zaniepokoiła ich bowiem skala litewskiego entuzjazmu. Postanowili więc podporządkować go swojemu dowództwu. SS-Obergruppenführer F. Jeckeln zażądał wcielenia 70-80 tys. Litwinów do armii niemieckiej, a szef sztabu Frontu Północnego, feldmarszałek Walther Model, domagał się użycia batalionów litewskich do ochrony niemieckich lotnisk. Generał P. Plechavičius odrzucił te żądania. Wreszcie na pocz. maja 1944 r. Niemcy zaczęli domagać się od niego, aby ogłosił powszechną mobilizację. Tym razem także odmówił, uważając, że najpierw muszą zostać sformowane wszystkie bataliony LVR. Ostatecznie Niemcy zażądali złożenia przez żołnierzy Korpusu przysięgi na wierność Adolfowi Hitlerowi. Wobec tego, że Litwini odmówili, 9 maja 1944 r. SS-Obergruppenführer F. Jeckeln przejął komendę nad oddziałami LVR w Wilnie, jednostki w innych częściach Litwy miały być natomiast dowodzone przez komisarzy niemieckich. Litwinom kazano założyć mundury Waffen-SS, a salutowanie zastąpić powitaniem "Heil Hitler". Oznaczało to jawne pogwałcenie porozumienia i koniec litewskiego korpusu. W odpowiedzi jego dowództwo rozkazało swoim oddziałom w polu, w tym na Wileńszczyźnie, wypełnianie rozkazów wyłącznie litewskich oficerów, odesłało też do domu kadetów szkoły oficerskiej w Mariampolu. Niemcy zareagowali aresztowaniem 15 maja gen. P. Plechavičiusa (ostatecznie trafił do obozu koncentracyjnego w Salaspils k. Rygi), całego sztabu Korpusu i innych wojskowych. Rozstrzelali ok. 100 żołnierzy jednostki, a 40 oficerów oraz 3,5 tys. żołnierzy i cywilów zatrzymali i wywieźli na roboty przymusowe do Niemiec. LVR przestał istnieć, wielu żołnierzy uciekło z bronią do lasu, inni zostali wcieleni do oddziałów niemieckich.